# Gordon (Contea di Ashland, Wisconsin)
Gordon è un comune degli Stati Uniti, situato in Wisconsin, nella Contea di Ashland.